# 克里奧爾語

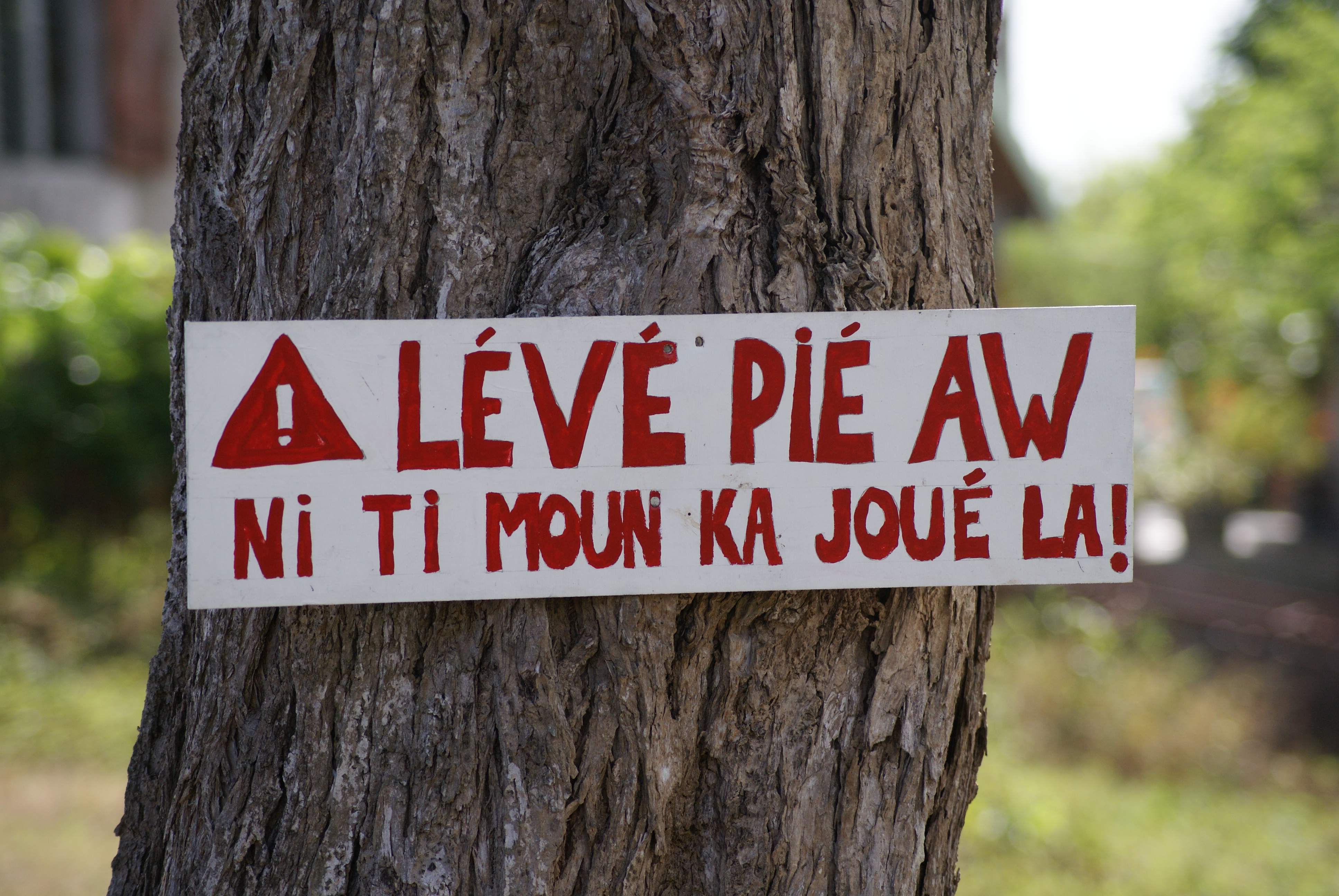
一块用瓜德罗普克里奥尔语书写的警示牌，上书「减速，有孩子在这儿玩耍！」。

克里奥尔语（英語：或）是一種穩定的語言，由皮欽語進一步发展而成。其特徵為混合多種不同語言詞彙，有時也掺雜一些其他語言文法的一種語言，也稱為歸融語、混成語或混合語。同時，在諸多中文論文中，有些學者將皮欽語和克里奧爾語統稱為混合語。

## 成因
一、克里奥尔语是由皮欽語所演變而來的，在有著說不同語言的人混居的地方，因為這些人說著不同的語言，為了溝通，而會發展出一種稱之為「洋涇浜」式的溝通方式。而這種溝通方式通常沒有文法可言，而若這些操不同語言的人因為種種因素而長期定居，他們的子女在缺乏可供參考的文法的情況下而進行語言石化過程，自行將皮欽語加上文法，而產生克里奥尔语。
二、由政府強制推行國語政策，導致自然語言受單一語言壓迫所形成。

## 外部連結
- Society for Pidgin and Creole Linguistics (SPCL) （页面存档备份，存于）
- Creole Magazine Discover The Creole Culture （页面存档备份，存于）
- Association for Portuguese and Spanish Lexically Based Creoles (ACBLPE)